# Prasat Sikhoraphum
Prasat Sikhoraphum (tiếng Thái: ปราสาท ศีขรภูมิ; phát âm tiếng Thái: [Prásạt Sìkhỏraphum]) là một ngôi đền Khmer tọa lạc tại Thái Lan, giữa các thành phố Surin và Sisaket. Đền được ra lệnh xây dựng vào thế kỷ 12 bởi vua Suryavarman II để thờ thần Hindu. Ngôi đền gồm năm tòa tháp gạch đá sa thạch tháp được xây bằng gạch trên một nền đá ong. Có phù điêu sa thạch trên tháp miêu tả Shiva, Brahma, Ganesh, Vishnu và Uma. Các khung cửa có bộ apsara, devata và dvarapalas. Ngôi đền được chuyển đổi thành đền thờ Phật bởi các Phật tử trong thế kỷ 16. Đóng góp kiến trúc của Lào được thể hiện rõ trên mái tháp.